# Jerzy Wyszomirski
Jerzy Wyszomirski, pseudonim „Wysz” (ur. 23 października 1897 w Zambrowie, zm. 2 czerwca 1955 w Łodzi) – polski poeta i prozaik, krytyk literacki i filmowy, felietonista, nauczyciel, tłumacz literatury rosyjskiej.

## Życiorys

### Przed 1918
Jako rok urodzin Jerzego Wyszomirskiego, w wielu publikacjach podawany jest 1900. Jest to celowy zabieg samego Wyszomirskiego, który według relacji jego córki, „nie chciał być człowiekiem z XIX wieku”. Jego ojciec, Gabriel Wyszomirski, był generałem wojsk rosyjskich, komendantem carskiego garnizonu w Zambrowie. Matka, Walentyna z Borowskich, pochodziła ze szlachty. Ponieważ ojciec nie chciał przejść na prawosławie, został przesunięty z czynnej służby na stanowisko namiestnika Aszchabadu w Turkiestanie, a następnie przeniesiony do Petersburga w 1914 r., gdzie zmarł na raka jelita grubego. Jerzy Wyszomirski z matką i siostrami cały czas pozostawali w Zambrowie. W trakcie pierwszej wojny światowej, rodzina przeniosła się do Mohylewa, gdzie Jerzy ukończył gimnazjum, a następnie, został skierowany do szkoły artylerii w Petersburgu. Początkowo pełnił służbę w armii rosyjskiej, po czym dołączył od korpusu gen. Józefa Dowbor-Muśnickiego, osiągając w wojsku polskim stopień podporucznika.

### II Rzeczpospolita
Po wybuchu rewolucji w Rosji, Wyszomirscy przenieśli się do Łomży. W 1925 r. Wyszomirski ukończył studia polonistyczne na Uniwersytecie im. Stefana Batorego w Wilnie. Po ukończeniu studiów pracował jako nauczyciel w gimnazjach w Nowej Wilejce (jego uczniem był Jerzy Putrament), Baranowiczach i Wilnie (w Gimnazjum im. Lelewela jego uczniami byli Igor Śmiałowski i Teodor Bujnicki). W Wilnie, ze względu na znajomość hebrajskiego i jidysz, uczył także w gimnazjach żydowskich: Towarzystwa Pedagogów Adolfa Hirszberga i Cypy Epsteina.
Od 1930 r. poświęcił się karierze krytyka literackiego i felietonisty, wiążąc się z czołowym wileńskim dziennikiem „Słowo”. Współpracował także z „Wiadomościami Literackimi”, „Gazetą Polską” (której był korespondentem w latach 1935–1937) i Kurierem Powszechnym (po 1936 r.).
W całym okresie międzywojennym pisał i publikował swoje poezje.
W 1935 r. planował małżeństwo z Anną Nieławicką, poetką wileńską. Jedną z przeszkód była jego awersja do hierarchów kościoła katolickiego, w wyniku której przeszedł na kalwinizm. W 1938 r. ożenił się z, pochodzącą z podwileńskiej wsi i młodszą od niego o ponad 20 lat, Anastazją Żygis. Z tego związku, 20 sierpnia 1939 r. urodziło się jego jedyne dziecko, córka Krystyna.

### II wojna światowa
Po wybuchu wojny, Wyszomirski z żoną i córką przenieśli się do Baranowicz, a w 1940 r. do Warszawy, gdzie spędził resztę okupacji, współpracując z wydawcami prasy konspiracyjnej. Pracował w referacie literackim Podwydziału Propagandy Mobilizacyjnej Biura Informacji i Propagandy AK „Rój”, którego szefem był Stanisław Ryszard Dobrowolski a Jerzy Wyszomirski został jego zastępcą. W konspiracji nosił pseudonim „Tański”. Jego teksty ukazywały się w dzienniku „Demokrata” i jego dodatku „Moskit”.
W 1944, żona Wyszomirskiego została wywieziona na roboty do Niemiec. Powstanie Warszawskie zastało go, wraz z córką, w Warszawie. Zostali zatrzymani przez Niemców i skierowani do obozu koncentracyjnego. Uciekli z transportu i zatrzymali się w posiadłości Radziwiłłów w Nieborowie, a następnie w Stawisku u Iwaszkiewiczów. Praktycznie do końca wojny Wyszomirski przebywał w Borysławiu koło Łowicza, gdzie, w zamian za schronienie, uczył wiejskie dzieci. Tuż przed nadejściem armii sowieckiej, Wyszomirski z córką przeszli do Skierniewic, a następnie do Łodzi.

### Okres powojenny
Po wojnie, Wyszomirski osiadł w Łodzi. Współpracował z „Rzeczpospolitą”, „Odrodzeniem”, „Dziennikiem Łódzkim”, „Dziennikiem Bałtyckim” i „Polską Wyzwoloną”. W 1946 r. powróciła z Niemiec jego żona. Rozpoczął regularną współpracę z magazynem „Tydzień”. Ze względu na swoje bezkompromisowe poglądy, stał się szybko izolowany w środowisku kulturalnym nowej rzeczywistości, której był bezwzględnym krytykiem. Nie mogąc publikować felietonów, zajął się tłumaczeniami literatury rosyjskiej. Chorował, podobnie jak ojciec, na raka jelita grubego, popadł w alkoholizm. 2 czerwca 1955 popełnił samobójstwo, trując się gazem z piecyka. Czesław Miłosz, znajomy i dawny podopieczny Wyszomirskiego, tak skomentował tę śmierć: „Uważam go za ofiarę, po prostu nie mógł wytrzymać tego życia w ustroju stalinowskim."
Został pochowany w części rzymskokatolickiej Starego Cmentarza w Łodzi.

## Dorobek literacki

### Poezja
W 1921 r. publikował swoje wiersze w magazynach „Gospoda Poetów" i, w 1922 r., „Ponowa”. W 1923 r. opublikował w Wilnie swój debiutancki tomik poezji „Całopalenie”. Debiut ten otrzymał zróżnicowane recenzje. Pozytywnie o poezji Wyszomirskiego wypowiadał się Karol Wiktor Zawodziński, bardzo krytycznie Julian Tuwim (co było tym bardziej dotkliwe, że sam Wyszomirski stawiał Tuwima za wzór poety). Rok później ukazał się w Wilnie kolejny zbiór Wyszomirskiego, zatytułowany „Chwila niepokoju”, odebrany nieco lepiej przez krytykę. W 1930 r. ukazał się kolejny tomik, „Niewczesne”, ponownie otrzymując różne recenzje. Po roku 1930 Wyszomirski nadal pisze poezje, ale poezja stanowi dla niego temat krytyki i felietonów, które stają się jego głównym zajęciem.

### Publicystyka i krytyka
Wyszomirski od początku swojej publicystycznej kariery związał się z wileńskim „Słowem”, pod redakcją Stanisława „Cata” Mackiewicza. „Słowo” było w opozycji do drugiego wileńskiego dziennika, „Kuriera Wileńskiego” (przezwanego przez Wyszomirskiego „Kurwilem”), wspieranego przez rząd sanacyjny. „Kurier Wileński”, współpracując ze Związkiem Zawodowym Literatów, lansował „regionalizm” i mitologizację „miłego miasta” Wilna. Wyszomirski i redakcja „Słowa” uważała te poglądy za staroświeckie, produkujące literaturę „wtórną i epigońską”. Wyszomirski gorąco popierał grupę „Żagary” (Miłosz, Zagórski, Bujnicki), promującą nową jakość w poezji, nieskrępowaną urzędowymi zaleceniami czy trzymającą się ustalonych szablonów. W 1934 r. polemika Wyszomirskiego z Erwuzą (Radą Wileńskich Zrzeszeń Artystycznych), klubem Smorgonia i Kurierem Wileńskim przybrała charakter otwartej wojny, której kulminacją stał się pojedynek z Witoldem Hulewiczem (największym antagonistą Wyszomirskiego) 9 stycznia 1935 r.
Oprócz literatury, Wyszomirski był zapalonym krytykiem filmowym; nie stronił od omawiania malarstwa czy rzeźby.
Felietony Wyszomirskiego odzwierciedlały jego poglądy (sam określał siebie demokratą i liberałem). Był zdecydowanym przeciwnikiem zawłaszczania kultury przez państwo oraz, przybierającego w tym czasie na sile, antysemityzmu. Bezkompromisowość jego poglądów powodowała, że nie brakowało mu wrogów, zarówno przed, jak i po wojnie.
Jako felietonista, Wyszomirski porównywany był z Antonim Słonimskim. Sam Słonimski, w 1939 r., wyraził się o „Słowie” i Wyszomirskim tak: „Mackiewicz jest redaktorem bardzo dobrym, i jedną z jego cech, która nas godzi z wieloma wadami Mackiewicza, jest jego niewątpliwe wyczucie talentu i umiejętność dobierania sobie współpracowników. Umiał pozyskać Wyszomirskiego, jednego z najwybitniejszych dziś felietonistów.”

### Proza
Pierwszą prozatorską próbą Wyszomirskiego była powieść „Szukamy ojczyzny”, której fragmenty wydrukowało „Słowo”.
W 1933 r. Wyszomirski był jednym z współautorów ukrywających się pod pseudonimem Felicja Romanowska (pozostałymi byli Józef Mackiewicz, Stanisław Mackiewicz i Walerian Charkiewicz), odpowiedzialnych za opublikowaną w odcinkach w „Słowie” serię pt. „Wileńska powieść kryminalna”, która była satyrą na sanacyjną rzeczywistość z kryminalno-sensacyjną historią (po wojnie, na łamach magazynu „Tydzień”, Wyszomirski opublikował kilka odcinków przeróbki powieści, dostosowanej do stalinowskich realiów, pt. „Agatko, a gdzie ty?”).
Pierwsza pełna samodzielna powieść, „Trud Prawdy”, ukazała się w 62 cotygodniowych odcinkach na łamach „Słowa” od 7 lipca 1936 r.
W 1944 r. Wyszomirski sprzedał maszynopis powieści „Klucz do przepaści” Władysławowi Ryńcy, który miał zamiar wydać ją po wojnie. Pośrednikiem w transakcji był Czesław Miłosz, który tak opisuje powieść: „Czytałem tę powieść, tytułu nie pamiętam. Nie kupowałem powieści, której by nie można było wydać. Kupowałem tylko wartościowe rzeczy. Jeżeli kupiłem, to znaczyło, że ceniłem tę książkę.” Jeszcze w 1954 r. Wyszomirski pisał w Łódzkim Ekspresie Ilustrowanym, że nadal pracuje nad tą powieścią, którą zaczął jeszcze przed wojną. Powieść nigdy się nie ukazała.

### Przekłady
Doskonała znajomość języka rosyjskiego - cała edukacja Wyszomirskiego aż do studiów odbywała się w j. rosyjskim - plus zamiłowanie do literatury rosyjskiej spowodowały, że Wyszomirski jest uważany za jednego z najlepszych tłumaczy z rosyjskiego (m.in. przez Ziemowita Fedeckiego). Przekłady były koniecznością zawodową, jako że odcięty od publikowania felietonów, Wyszomirski nie miał innego źródła utrzymania. Tłumaczył Gogola, Czechowa, Leskowa, Tołstoja i Gorkiego. Jego tłumaczenia znajdują się w większości antologii wymienionych autorów.

## Twórczość
- Całopalenie, Wilno, 1923[1]
- Chwila niepokoju, Wilno, 1924[1]
- Niewczesne, Wilno, 1930
- Wileńska powieść kryminalna, współautor, Wilno, 1933
- Nikołaj Gogol, Warszawa, 1952
- Antoni Czechow, Warszawa, 1954
- Aleksandr Hercen, Warszawa, 1955
- Spod kreski, Łódź, 1967, wybór i wstęp J. Huszcza i J.Koprowski
- Wileńska powieść kryminalna, współautor, Londyn, 1995

## Tłumaczenia
- M. Gogol, Humoreski, Warszawa, 1948
- L. Tołstoj, Śmierć sędziego Gołowina. Opowiadania, Warszawa, 1948
- B. Polewoj, Opowieść o prawdziwym człowieku, Warszawa, 1949
- M. Gogol, Poranek dygnitarza i inne opowiadania, Warszawa, 1950
- M. Gogol, Utwory wybrane, t. 1-2, Warszawa, 1950-1951
- I. Popow, Rodzina. Dramat w 4 aktach i 10 odsłonach, Warszawa, 1950
- L. Tołstoj, Opowiadania sewastopolskie, Warszawa, 1950
- W. Kuroczkin, Brygada zwycięża, Warszawa, 1951
- M. Leskow, Utwory wybrane, t. 2, Warszawa,1951
- D. Fonwizin, Synalek szlachecki. Komedia w 5 aktach. Antologia dramatu rosyjskiego, t. 1, Warszawa, 1952
- M. Gorki, Życie Matwieja Kożemiakina, Warszawa, 1952
- A. Ostrowski, Do wójta nie pójdziemy. Komedia w 4 aktach. Antologia dramatu rosyjskiego, t. 1, Warszawa, 1952
- A. Czechow, Końskie nazwisko i inne opowiadania, Warszawa, 1953
- A. Hercen, Rzeczy minione i rozmyślania, Warszawa, 1953−1954
- A. Czechow, Nie udało się! Opowiadania, Warszawa, 1954
- M. Gogol, Wybór utworów, Warszawa, 1954
- M. Gogol, Wybór pism, Warszawa, 1954
- M. Gorki, Pisma, Red. T. Zabłudowski, Warszawa, 1954
- S. Borodin, Dymitr Doński, Warszawa, 1955
- M. Gogol, Gracze. Komedia w I akcie, Warszawa, 1955
- A. Czechow, Księżna pani i inne opowiadania, Warszawa, 1956
- A. Czechow, Dzieła, pod red. i ze wstępem N. Modzelewskiej, t. 1, Opowiadania 1880-1883, Warszawa, 1956
- M. Gogol, Pisma wybrane w 4 tomach pod red. i ze wstępem Z. Fedeckiego, t. 1-2, Opowiadania, Warszawa, 1956; t. 3 Utwory dramatyczne, Warszawa, 1957
- S. Złobin, Stiepan Razin. Powieść, Księga 1-2, Warszawa, 1956